# Scytalopus parkeri
Scytalopus parkeri е вид птица от семейство Rhinocryptidae.

## Разпространение
Видът е разпространен в Еквадор и Перу.